# Almind Sogn (Kolding Kommune)

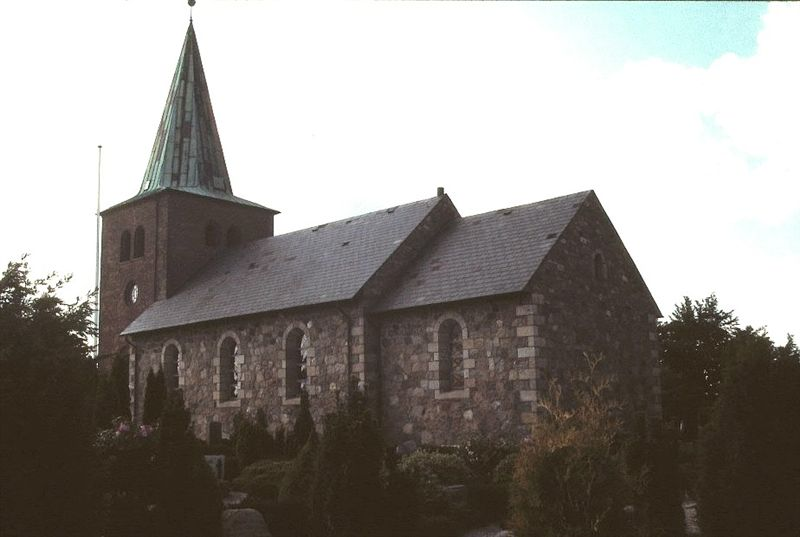
Almind Kirke

Almind Sogn ist eine Kirchspielsgemeinde (dän.: Sogn)  im südlichen Dänemark. Bis 1970 gehörte sie zur Harde Brust Herred im damaligen Vejle Amt, danach zur Kolding Kommune im erweiterten Vejle Amt, die im Zuge der  Kommunalreform zum 1. Januar 2007 in der „neuen“  Kolding Kommune in der Region Syddanmark aufgegangen ist.
Im Kirchspiel leben 2040 Einwohner, davon 1748 im Kirchdorf (Stand:1. Januar 2023). Im Kirchspiel liegt die Kirche „Almind Kirke“.
Nachbargemeinden sind im Norden Viuf Sogn, im Osten Sonder Vilstrup Sogn, im Süden Eltang Sogn und Bramdrup Sogn, im Südwesten Harte Sogn und im Westen Vester Nebel Sogn sowie im Nordwesten in der benachbarten Vejle Kommune Ågård Sogn.